# Tiffany Roberts
Tiffany Marie Roberts Sahaydak (* 5. Mai 1977 in Petaluma, Kalifornien als Tiffany Marie Roberts) ist eine Fußballtrainerin und ehemalige US-amerikanische Fußballspielerin, die von 1994 bis 2004 mit Unterbrechungen für die Frauen-Fußballnationalmannschaft der Vereinigten Staaten spielte und 1999 Weltmeisterin sowie 1996 Olympiasiegerin wurde. Zudem wurde sie 2004 ohne Einsatz Olympiasiegerin.

## Karriere

### Ausbildung
Roberts spielte Fußball an der Carondelet High School in Concord, Kalifornien. In dreieinhalb Spielzeiten, in denen sie an der High School Fußball spielte, schoss sie 90 Tore. Bereits in ihrem letzten High School Jahr spielte sie in der Nationalmannschaft. Ab 1995 besuchte sie die University of North Carolina at Chapel Hill und spielte für die North Carolina Tar Heels unter Anson Dorrance, der von 1986 bis 1994 die Frauennationalmannschaft trainiert hatte. 1996 gewann sie trotz Verletzungen die NCAA-Meisterschaft.

### Vereine
Ab der ersten Saison der Women’s United Soccer Association 2001 spielte sie für Carolina Courage. Nachdem die erste Saison nur auf dem letzten Platz geendet hatte, lief die zweite Saison besser. Die Mannschaft hatte sich unter anderem mit der deutschen Nationalspielerin Birgit Prinz und der Norwegerin Unni Lehn verstärkt. Roberts, die nun Mannschaftskapitänin war, führte ihre Mannschaft zunächst auf Platz 1 der Punktspielrunde und in den Play-offs wurde das Finale des Founders Cup II gewonnen. In der folgenden Saison – nun ohne Birgit Prinz – konnte aber nur der vorletzte Platz belegt werden. Nach der Saison wurde die WUSA aus finanziellen Gründen wieder eingestellt. Roberts schloss sich 2005 Washington Freedom an und bestritt mit der Mannschaft Freundschaftsspiele gegen College- und W-League-Mannschaften.

### Nationalmannschaft
Am 16. März 1994 gab Roberts ihr Länderspieldebüt für die US-amerikanische Nationalmannschaft beim 5:0 gegen Portugal bei der ersten Austragung des Algarve-Cups. Sie war ab da Stammspielerin und wurde auch in den folgenden 14 Spielen eingesetzt, in denen sie fünf Tore erzielte. Ihr erstes Länderspieltor gelang ihr in ihrem dritten Länderspiel am 10. April beim 3:1 gegen Trinidad & Tobago im Rahmen eines Drei-Nationen-Turniers. Ein Jahr nach ihrem ersten Länderspiel kam sie beim zweiten Gruppenspiel des Algarve-Cup 1995 dann erstmals nicht zum Einsatz, wurde in den nächsten 13 Spielen aber wieder eingesetzt, in denen sie unter anderen den Norwegerinnen durch Elfmeterschießen im Spiel um Platz 3 beim Algarve-Cup unterlagen. Sie gehörte auch zum Kader für die WM 1995, musste dort aber im 3. Gruppenspiel gegen Australien wieder eine Pause einlegen. Im Viertelfinale gegen Japan und im Halbfinale gegen Norwegen kam sie dann wieder zum Einsatz, unterlag aber den Nordeuropäerinnen, die dann durch ein 2:0 im Finale gegen Deutschland Nachfolger der USA als Weltmeister wurden. Im Spiel um Platz 3 gegen China wurde sie eine Minute bevor Mia Hamm das Tor zum 2:0-Endstand erzielte eingewechselt.
Roberts kam 1996 nur in zwei Spielen nicht zum Einsatz, wurde aber zumeist nur eingewechselt und gehörte auch zum Kader für das erste olympische Fußballturnier der Frauen bei den Olympischen Sommerspielen 1996, wo sie in allen Spielen zum Einsatz kam. Im Finale vor 76.489 Zuschauern wurde sie drei Minuten nachdem Tiffeny Milbrett den 2:1-Siegtreffer gegen China erzielt hatte für diese eingewechselt.
Von April 1997 bis Januar 1998 gab es dann die erste längere Pause von 15 Spielen. In der Zeit spielte sie mit der U-20-Mannschaft und gewann im August 1997 den Nordic Cup in Dänemark. Im Januar 1998 gewann sie mit den US-Girls dann das erstmals ausgetragene Vier-Nationen-Turnier in der Volksrepublik China, im März beim Algarve-Cup 1998 reichte es dagegen nur zu Platz 3. Von Mai 1998 bis April 1999 folgte erneut eine Pause von 19 Spielen, in der sie mit der U-21-Mannschaft Zweite 1998 beim Nordic Cup in den Niederlanden wurde und im Februar 1999 aus Anlass der Auslosung der Gruppen der WM 1999 mit der Nationalmannschaft gegen eine FIFA-Weltauswahl spielte. Das Spiel wird aber nicht als offizielles Länderspiel gezählt. Für die WM 1999 wurde sie dann zwar nominiert, aber nur im dritten Gruppenspiel gegen Nordkorea und im Viertelfinale gegen Deutschland eingesetzt. Ihre Mitspielerinnen gewannen dann das Finale gegen China im Elfmeterschießen, womit sie auch Weltmeisterin wurde. In den letzten fünf Spielen des Jahres kam sie dann immer zum Einsatz, wurde aber viermal eingewechselt. 2000 und 2001 kam sie dann zu keinem Einsatz und verpasste so auch den ersten Algarve-Cup-Titel der USA und die Olympischen Spiele in Sydney. Erst im Juli 2002 wurde sie dann wieder eingesetzt, war dann wieder Stammspielerin und wurde für den CONCACAF Women’s Gold Cup 2002 nominiert. Am 14. Juni 2003 kam sie gegen Irland zu ihrem 100. Länderspiel. Sie wurde dann auch für die WM 2003 berücksichtigt. Bei der WM wurde sie aber nur in zwei Gruppenspielen eingesetzt. Nach der WM wurde sie in den nächsten vier Spielen eingesetzt, dann folgte erneut eine Pause bis Ende September 2004, wo sie zwar für die Olympischen Spiele in Athen nominiert, aber nicht eingesetzt wurde. Nach den Olympischen Spielen wurde sie nochmals in drei Spielen eingewechselt. Das Spiel am 3. Oktober 2004 gegen Neuseeland war dann ihr letztes Länderspiel. Insgesamt kam sie auf 112 Länderspiele, von denen 96 gewonnen wurden. Dabei stand sie in 62 Spielen in der Startelf und erzielte sieben Tore. Dabei wurde die Zahl erst im August 2016 auf 112 Spiele gestellt, nachdem der US-Verband bei der Überprüfung seiner Statistik auf zwei im Januar 1995 durchgeführte Länderspiele gestoßen war, die bis dahin nicht berücksichtigt wurden. In einigen noch nicht aktualisierten Statistiken wird sie daher noch mit 110 Länderspielen geführt.

## Trainerin
Roberts arbeitete zunächst sechs Jahre als Co-Head Coach ihres Ehemanns Tim Sahaydak, eines früheren MLS-Spielers an der Virginia Commonwealth University und ab 2013 zusammen mit ihm an der University of Central Florida.

## Privates
Tiffany und Tim haben zwei Töchter und leben in Orlando, Florida.

## Erfolge
- Olympiasiegerin 1996 und 2004 (ohne Einsatz)
- Weltmeisterin 1999
- CONCACAF Women’s Championship-Siegerin 1994 und 2002
- WUSA-Siegerin 2002
- Algarve-Cup-Siegerin 2003

## Auszeichnungen

### Als Spielerin
- 1994: California High School Player of the Year
- 1998: MVP des ACC Tournament
- 2003: Aufnahme in die United States Olympic Hall of Fame (als Mitglied der 1996er Olympiamannschaft)
- 2016: Nominiert für die Aufnahme in die National Soccer Hall of Fame[12]